# Indosylvirana montana
Indosylvirana montana é uma espécie de anfíbio anuro da família Ranidae. Está presente na Índia. A UICN classificou-a como pouco preocupante.